# Anakonda boliwijska
Anakonda boliwijska (Eunectes beniensis) – gatunek węża z rodziny dusicielowatych (Boidae), podrodziny boa (Boinae); opisany w 2002 roku.

## Występowanie
Wąż ten występuje od środkowej po północną Boliwię na mokradłach i bagnach. Być może występuje też na przyległym obszarze Brazylii.

## Charakterystyka
Anakonda boliwijska jest bardzo podobna do anakondy zielonej, jednak na brzuchu jest żółta oraz ma czarne plamy. Może dorastać od 2 do 3 metrów.

## Tryb życia
Poluje za dnia na ssaki, gady oraz małe ptaki. Może trawić nawet 4 miesiące. Zabija swe ofiary dusząc.